# براین گرینهوف
براین گرینهوف (به انگلیسی: Brian Greenhoff) بازیکن فوتبال زادهٔ ۲۸ آوریل ۱۹۵۳ اهل کشور انگلستان بود که سابقهٔ بازی در تیم ملی فوتبال انگلستان را در کارنامهٔ خود دارد. وی در تاریخ ۸ مه ۱۹۷۶ نخستین بازی ملی خود را در مقابل تیم ملی فوتبال ولز انجام داد و با حضور در ۱۸ بازی ملی، در تاریخ ۳۱ مه ۱۹۸۰ واپسین بازی ملی‌اش را در برابر تیم ملی فوتبال استرالیا برگزار کرد.